# Бикерт, Екатерина Эдуардовна
Екатерина Эдуардовна Бикерт (род. 13 мая 1980, Качканар) — российская бегунья, выступающая в беге на 400 метров с барьерами. Её личный рекорд составляет 53,72 секунды, который она установила в июле 2004 года в Туле. Чемпионка России 2008 года с результатом 54,34 секунды.
Участница летних Олимпийских играх 2004 года в Афинах, где заняла 6-е место. Серебряный призёр Кубка Европы 2004 года с результатом 54,60 секунды.
В 2007 году на международном турнире «Вызов России», прошедшем 5 августа на Южном спортивном ядре Лужников в Москве, заняла 2 место в забеге на 400 м с барьерами с результатом 55,16 секунды.
Входила в команду России на летних Олимпийских играх 2008 года в Пекине, где дошла до финала и заняла шестое место (лучший результат на этой дистанции в сборной России). Тренировалась у Рифа Табабилова.
Живёт в Екатеринбурге.